# Glenfiddich
Glenfiddich (Valle de los ciervos en gaélico) es una destilería de whisky escocés de malta situada en Dufftown, Escocia, en la región de Speyside. Pertenece a William Grant & Sons.

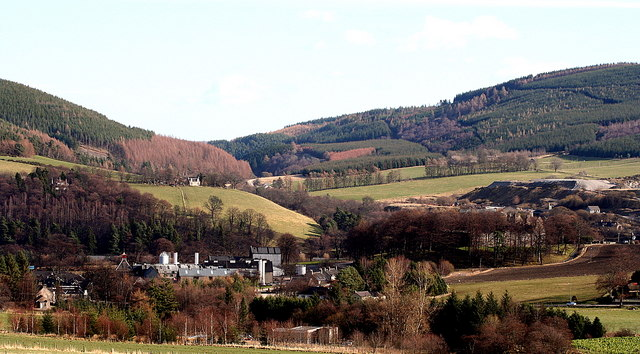
Panorámica de la destilería Glenfiddich.

## Historia
La destilería Glenfiddich fue fundada en 1886 por William Grant en Dufftown, Escocia, en el valle del río robbie dhuRobbie Dhu. La primera gota de whisky Glendfiddich salió de los alambiques de la destilería el día de Navidad de 1887.
Tras los momentos difíciles de la década de 1960 y 1970, muchos pequeños destiladores independientes fueron comprados o salieron del negocio. Para sobrevivir, William Grant & Sons amplió su producción de bebida, e introdujo las campañas de publicidad, un centro de visitantes y desde 1957 el whisky escocés embotellado en sus distintivas botellas de forma triangular.
Más tarde, William Grant & Sons fue una de las primeras compañías en envasar sus botellas en tubos y latas de regalo. También fue una de las primeras en reconocer la importancia de las tiendas libres de impuestos para las bebidas espirituosas. Esta estrategia de marketing fue un éxito, y Glenfiddich se ha convertido en el single malt más vendido del mundo. Es vendido en 180 países, representando un 35% de las ventas mundiales de single malt.

## Producción
Glenfiddich es el único whisky escocés de Speyside o Highland que es destilado, madurado y embotellado en una única destilería.[cita requerida] Al igual que otras destilerías, como Glen Grant y Glenmorangie, Glenfiddich usa una fuente natural de agua del manantial de Robbie Dhu. Glenfiddich es madurado en barricas de roble, como barriles de ron de Cuba (en el caso del 21 años), barriles de bourbon americano (18 años), barriles nuevos de roble o de vino de jerez ("Sherry") español (15 años).

## Variedades
Glenfiddich se embotella en las siguientes variedades: 12, 12 Caoran Reserve, 15, 15 (rich oak), 18, 21 (antes llamado Solera Reserve) y 30 años. También se fabrican ciertas variedades raras:

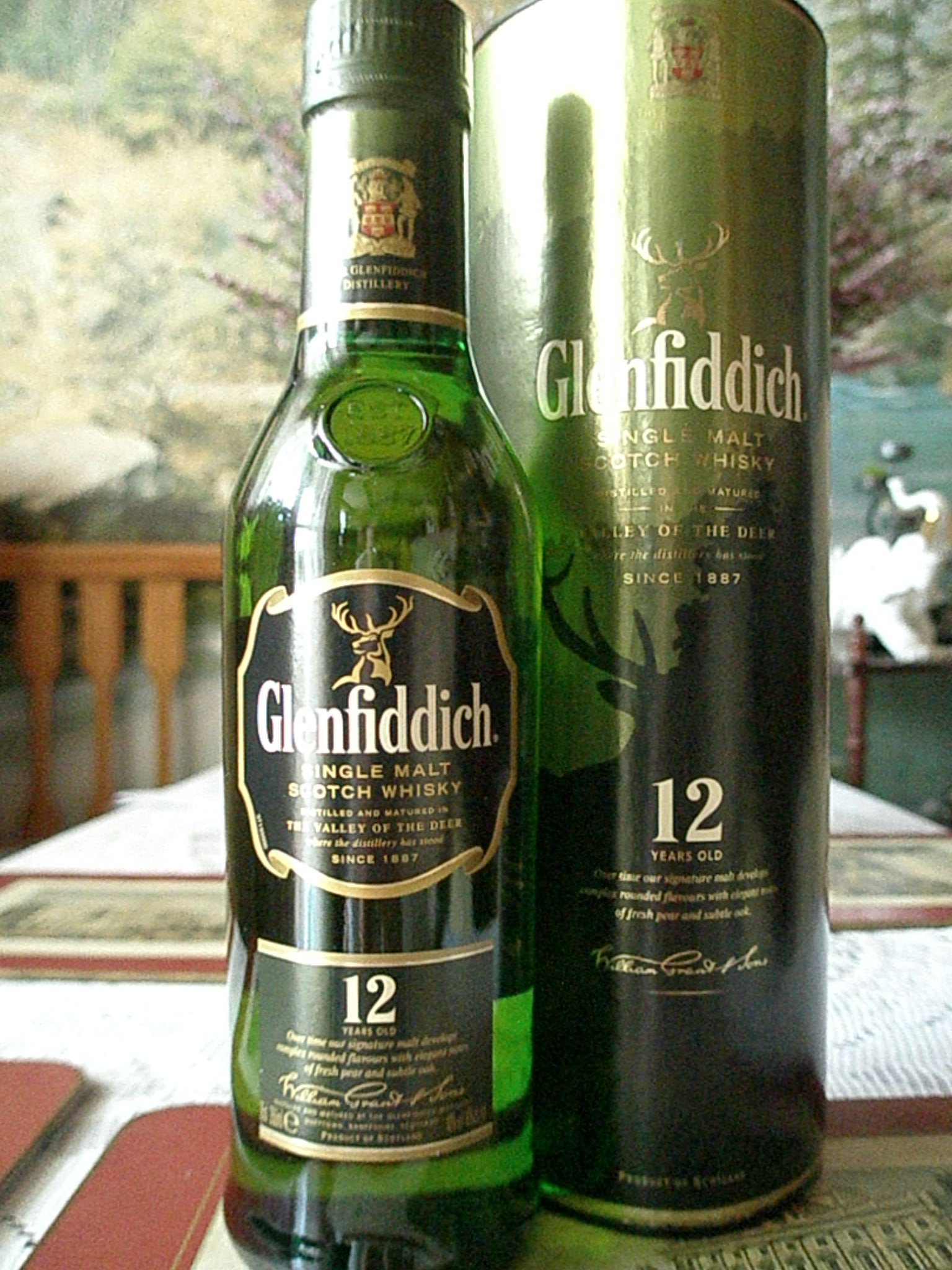
Glenfiddich 12 años

- Glenfiddich 40 años (proveniente de barriles de 1963)
- Glenfiddich 50 años
- Glenfiddich 1937 (este whisky fue embotellado en 2001 y, por lo tanto, es un whisky de 64 años (el tiempo en botella no cuenta).
- Glenfiddich Vintage 1976.
- Glenfiddich Vintage 1977.
- Glenfiddich Private Vintages: Estas ediciones muy limitadas se han creado para conmemorar determinados acontecimientos desde los años 1930. Algunos ejemplos son: Glenfiddich Private Vintage 1965, Glenfiddich Private Vintage 1976.

## Licores
Glenfiddich produce un licor llamado simplemente Glenfiddich Malt Whisky Liqueur de 40% de graduación alcohólica, vendido en botellas de medio litro. Este licor es exportado a mercados como Estados Unidos. Es difícil encontrarlo fuera de los minoristas especializados.

## Premios Glenfiddich
Desde 1970, Glenfiddich ha promovido los Premios Glenfiddich Food and Drink con el fin de premiar la redacción y radiodifusión en los ámbitos de la bebida y alimentación en el Reino Unido.

## Glenfiddich en la cultura popular
- En 1996, en la película Swinger, el whisky Glenfiddich es el whisky de malta favorito del los personajes.
- Glenfiddich es la bebida favorita del Inspector Morse.
- Glenfiddich aparece en la serie de televisión americana Dexter, en el que es compartido por los personajes de Ellen Wolf y Maria LaGuerta. También los utiliza el asesino Trinity en la temporada cuatro.
- En un episodio de Family Guy, Brian y Stewie se quedan encerrados en la cámara de un banco y se beben una botella de Glenfiddich para matar el tiempo.
- En "The Whole Nine Yards" el personaje de Matthew Perry bebe Glenfiddich..
- En la serie Suits, temporada 1 (2011), episodio 4, Jessica bebe un vaso de Glenfiddich y el personaje principal Harvey lo prueba y lo reconoce instantáneamente.
- En la serie Falling Skies, temporada 2 (2012), episodio 1, el capitán Weaver le convida a la doctora Glass, con un whisky Glenfiddich añejado 30 años, que habían encontrado en una anterior parada.